# Ó, jertek, énekeljünk
Az Ó, jertek, énekeljünk három szólamú kánonban énekelhető angol népdal. Szövegét Kerényi György fordította magyarra.

## Felvételek
- Éneklő Ifjúság Kodály Zoltán szellemében. Kolozsvári Báthory István Elméleti Líceum Gyermekkara  YouTube. Nagybánya, Óvárosi templom (2014. április 7.)  (Hozzáférés: 2016. augusztus 12.) (videó) 5:01-6:20.